# Contea di Jefferson (Idaho)
La contea di Jefferson (in inglese Jefferson County) è una contea dello Stato dell'Idaho, negli Stati Uniti. La popolazione al censimento del 2000 era di 19 155 abitanti. Il capoluogo di contea è Rigby.

## Geografia
La contea si trova nel centro sud-est dello Stato. Nella parte sud-est scorre il fiume Snake, mentre nel centro nord il Camas Creek. La contea si trova interamente nella Snake River Plain.

### Contee confinanti
- Contea di Clark - nord
- Contea di Fremont - nord-est
- Contea di Madison - est
- Contea di Bonneville - sud
- Contea di Bingham - sud-ovest
- Contea di Butte - ovest

## Storia
La contea fu fondata nel 1913 e fu chiamata così in onore del presidente Thomas Jefferson.

## Comuni

### Cities
- Hamer
- Lewisville
- Menan
- Mud Lake
- Rigby (capoluogo)
- Ririe
- Roberts